# Hier irrt Maigret
Hier irrt Maigret (französisch: Maigret se trompe) ist ein Kriminalroman des belgischen Schriftstellers Georges Simenon. Er ist der 43. Roman einer Reihe von insgesamt 75 Romanen und 28 Erzählungen um den Kriminalkommissar Maigret. Der Roman entstand vom 24. bis 31. August 1953 in Lakeville, Connecticut, und wurde im November des Jahres beim Pariser Verlag Presses de la Cité veröffentlicht. 1955 erschien die erste deutsche Übersetzung von Paul Celan bei Kiepenheuer & Witsch. Im Jahr 1979 publizierte der Diogenes Verlag eine Neuübersetzung von Elfriede Riegler.
Eine junge Pariser Prostituierte wurde ermordet, und bald stellt sich heraus, dass es zwei ganz unterschiedliche Männer in ihrem Leben gab: einen jungen, mittellosen Musiker, der bereits wegen Zuhälterei vorbestraft ist, und einen berühmten, wohlhabenden Chirurgen, der zahlreiche weibliche Verehrerinnen hat. Im Verlauf der Ermittlungen muss Kommissar Maigret erkennen, dass er sich trotz aller Menschenkenntnis irren kann.

## Inhalt

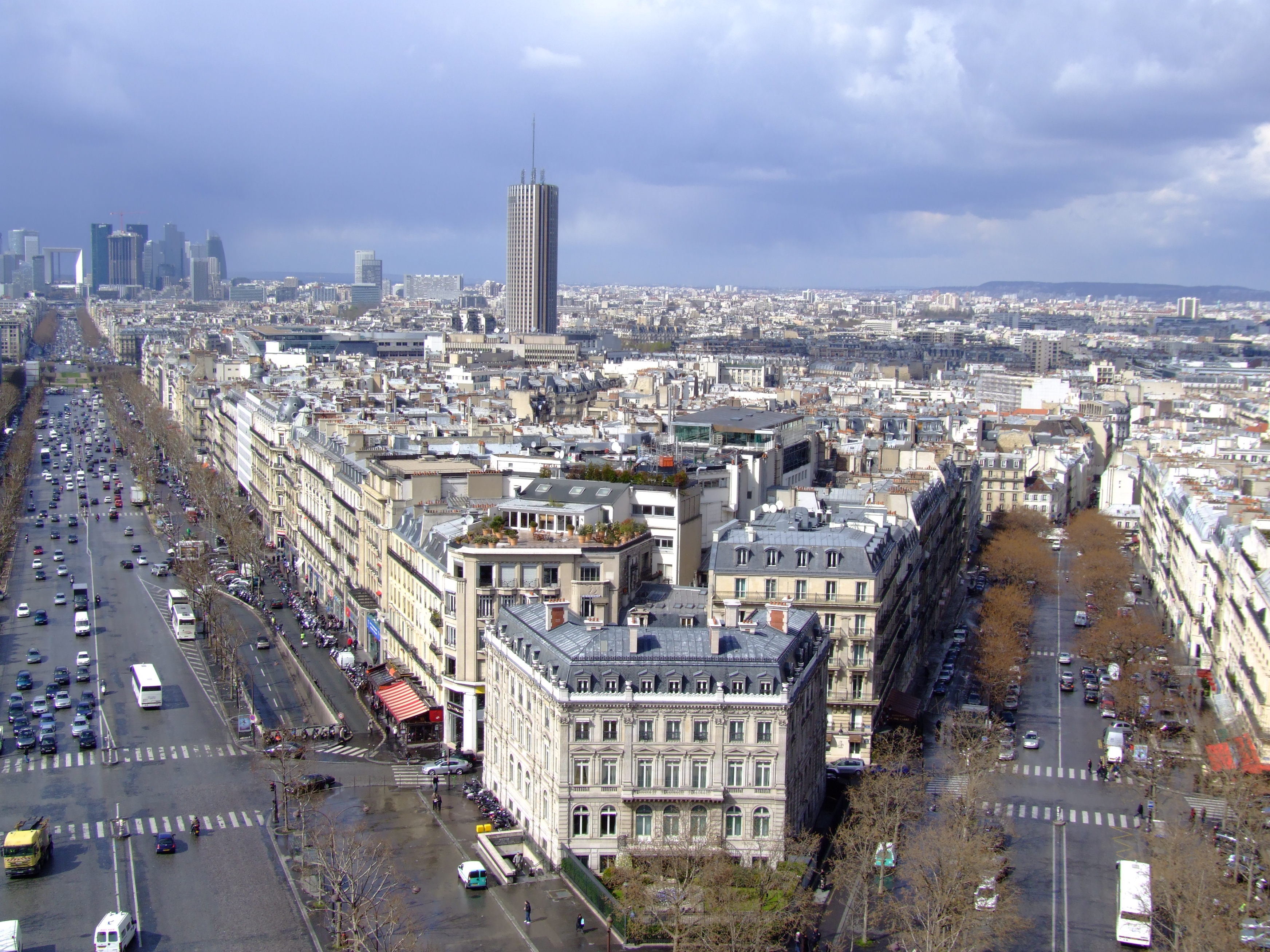
Blick vom Arc de Triomphe auf die Avenue de la Grande Armée und Avenue Carnot (rechts)

Es ist ein regnerischer und kalter Novembermorgen, als Kommissar Maigret in die Avenue Carnot gerufen wird. Hier lebte seit zwei Jahren die junge Prostituierte Louise Filon alias „Lulu“, die vom Butte-Montmartre stammte, und hier wurde sie am Morgen von ihrer Putzfrau Désirée Brault erschossen aufgefunden. Offensichtlich passte die junge Frau nicht in die exklusive Wohngegend, und ihr Freund, der Saxophonist Pierre Eyraud, hätte die teure Wohnung niemals finanzieren können.
Rasch ermittelt Maigret den Wohnungseigentümer, den berühmten Gehirnchirurgen Étienne Gouin, der im selben Haus wohnt und eine Affäre mit der jungen Frau hatte, seit er ihr vor zwei Jahren durch eine Operation das Leben rettete. Der inzwischen 62-jährige Gouin ist eine anerkannte Kapazität in seinem Fach und gönnt sich neben seiner aufreibenden Arbeit nur eine einzige Form von Entspannung: Affären mit zahlreichen Verehrerinnen. Seine Ehefrau Germaine, eine ehemalige Krankenschwester, gibt vor weder eifersüchtig auf die Frauengeschichten ihres Mannes zu sein, noch Einwände gegen das Arrangement mit der Untermieterin Louise zu haben. Nur ihre Schwester Antoinette hasst ihren unmoralischen Schwager aus vollem Herzen.
Für die Presse steht der Schuldige schnell fest: Louises Freund Pierrot ist seit der Tatnacht untergetaucht, doch Maigret glaubt dem Musiker, als dieser sich stellt und angibt, mit der Tat nichts zu tun zu haben. Dafür erfährt der Kommissar, dass Louise schwanger war, ohne dass sich klären lässt, ob das Kind von Eyraud oder Gouin stammte. Mehr und mehr umkreist Maigret den Chirurgen, den er bislang nicht vernommen hat, und er befragt zunächst seine Assistentin Lucile Decaux. Diese ist ihrem Chef, für den sie sich tagtäglich aufopfert, so ergeben, dass sie ihm ein falsches Alibi ausstellt.
Schließlich kommt es zum Verhör des Chirurgen, und mit Maigret und Gouin stehen sich zwei Persönlichkeiten von ähnlichem Wesen, doch ganz unterschiedlichen Lebenseinstellungen gegenüber. Gouin kann ein Alibi für die Tatnacht vorweisen, deckt aber, obwohl ihm Maigret mehrfach die Gelegenheit bietet, weder seine Frau noch seine Assistentin. Ganz im Gegenteil offenbarte er den beiden Frauen im vollen Bewusstsein ihrer Eifersucht die Schwangerschaft Louises und wartete kaltherzig die Folgen ab. Seine Ehefrau Germaine war es schließlich, die ihre langjährige Demütigung und der Ansporn ihrer Schwester Antoinette zum Mord trieb. Nach ihrer Verhaftung zieht Lucile Decaux bei Gouin ein, doch Maigret will nichts mehr von dem begnadeten Chirurgen wissen.

## Interpretation
Für Murielle Wenger ist Hier irrt Maigret ein Roman über Frauen. Insgesamt sechs weibliche Figuren werden porträtiert, die alle eines gemeinsam haben: sie stehen in einer Beziehung zum Chirurgen Dr. Gouin, um den sie kreisen wie Satelliten um einen Planeten. Die Liebe spielt in keiner der Beziehungen des Arztes eine tragende Rolle. Ein echtes Liebespaar bildeten hingegen Louise und ihr mittelloser Musiker. Instinktiv gilt ihnen die volle Sympathie Kommissar Maigrets, und durch seinen Blick eines Kleinbürgers werden die sozialen Unterschiede zwischen dem luxuriösen Apartmenthaus am Boulevard Carnot und der ärmlichen Herkunft der Prostituierten aus dem Viertel La Chapelle kontrastiert. Eine besondere Rolle in Maigrets Ermittlungen spielt stets der Konsum von alkoholischen Getränken. Die ganze Untersuchung hindurch bleibt er dieses Mal einem Marc treu, doch er erklärt, dass es zu anderen Zeiten auch „schon Bier-, Rotwein- und sogar Whiskyuntersuchungen gegeben“ habe.
Neben Kommissar Maigret gibt es für Elke Hentschel einen „zweiten Helden“ des Romans: die Figur des Chirurgen Gouin, dessen Persönlichkeitsbild sich wie ein Mosaik durch die Zeugenaussagen zusammensetzt. Gouin ist eine typische Männerfigur in Simenons Werk, insbesondere in seinen Non-Maigret-Romanen wie Die Katze oder Die Flucht des Monsieur Monde. Es handelt sich um einen bürgerlichen „lonely wolf“ (einsamen Wolf). Murielle Wenger sieht ihn als doppeltes negatives Spiegelbild von Maigret und Simenon, der in einem Interview damit prahlte, in seinem Leben mit 10.000 Frauen geschlafen zu haben. Kommissar Maigret zögert die Begegnung mit dem Chirurgen hinaus, bis sie unvermeidlich wird, weil er den Blick in einen Spiegel fürchtet, der ihm eine mögliche Alternative seiner selbst zeigt. Doch wie so oft entlarvt Maigret am Ende den „nackten Menschen“ hinter allen Täuschungen, er entdeckt die Schwäche des kalten Gehirnchirurgen, der andere Menschen wie Objekte behandelt. Es ist Gouins Angst, alleine zu sterben, die ihn am Ende zu einem tragischen Helden macht, während Maigret seine Empathie für die Mitmenschen vor der Einsamkeit des Chirurgen bewahrt. Laut George Grella erweist sich der brillante Arzt am Ende aller Verbrechen unschuldig mit Ausnahme der Herzlosigkeit, wegen der ihn der Kommissar jedoch nicht festnehmen kann.
In der abschließenden Begegnung Maigrets mit seinem Gegenspieler Gouin liegt für Ulrich Schulz-Buschhaus mehr Spannung als in der eigentlichen Enttarnung der Mörderin. Josef Quack sieht in der Konfrontation einen der Höhepunkte der Serie, der an vergleichbare Rivalitäten bei Sherlock Holmes oder Nero Wolfe erinnere. Im Unterschied zu seinen Vorläufern, die zwei Intellekte miteinander ringen lassen, geht es bei Simenon jedoch um die Begegnung zweier Menschen. Nicht in seiner Eigenschaft als polizeilicher Ermittler tritt Maigret dem Verdächtigen gegenüber, sondern „wie ein Mensch, der sich für einen anderen Menschen interessiert“. Die Begegnung mit dem Chirurgen, der mit dem Kommissar Herkunft, Werdegang und viele Überzeugungen teilt, wird für Maigret zu einer Stunde der Selbsterkenntnis. Die Illusionslosigkeit, mit der Gouin über die Einsamkeit des Menschen philosophiert, drückt einige der grundsätzlichen existenzialistischen Überzeugungen Simenons aus. Maigrets titelgebender Irrtum gilt der Persönlichkeit des Arztes. Als dieser sich kaltherzig zeigt, wo Maigret in ihm jenes Mitgefühl erwecken möchte, das er selbst für die Mörderin empfindet, wendet sich der Kommissar enttäuscht von dem Chirurgen ab. Es ist eines der wenigen Male, dass Maigret, dessen Intuition sonst nahezu unfehlbar ist, sich eingestehen muss, dass er irrt.

## Deutsche Übersetzung

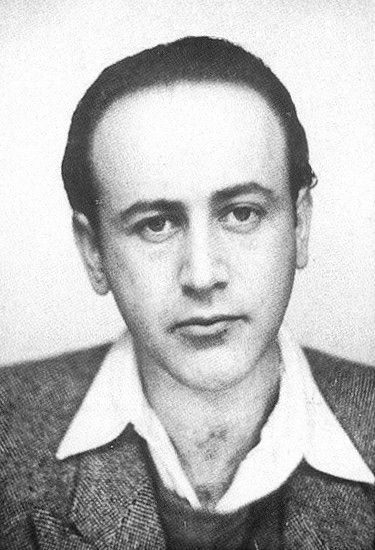
Paul Celan auf einem Passfoto von 1938

Im März 1954 verpflichtete der Kölner Verlag Kiepenheuer & Witsch Paul Celan, einen der bedeutendsten deutschsprachigen Nachkriegslyriker und Verfasser der Todesfuge, für die Übersetzung von zwei Maigret-Romanen. Der auf zusätzliche Einkünfte angewiesene Lyriker erhielt 1200 DM Honorar, davon 200 DM Vorschuss für eine, gemessen an Simenons simplem Stil und dem geringen Wortschatz seiner Bücher, recht einfache Arbeit. Von der Übersetzungsarbeit sind noch einige Spuren erhalten, die zeigen, dass Celan Zeitungsphrasen markierte und in die Übersetzung einbrachte (etwa „ins Kittchen kommen“ oder „eine Suppe auszulöffeln“, wo im Original neutrale Verben zu finden sind).
Der Verlag zeigte sich mit der Arbeit zufrieden und griff nur an wenigen Stellen lektorierend ein. Zwar erlaubte sich Celan einige übersetzerische Freiheiten und kam bei den Zeitangaben durcheinander, doch sah Stefan Zweifel in der Übersetzung den „weit verlässlicheren, manchmal erfrischend ungelenken“ Text im Vergleich zur zweiten Arbeit Maigret und die schrecklichen Kinder, die zu heftiger Kritik des Verlages führte und nur stark überarbeitet veröffentlicht wurde. Tom Appleton bezeichnete die deutschen Fassungen als „schmuck- und muckenlose Krimi-Übersetzungen“, bei denen Celan der Versuchung widerstanden habe, seine lyrischen Fertigkeiten zu beweisen.
Als die Rechte an Simenons Werk an den Diogenes Verlag übergingen, beauftragte dieser 1979 Elfriede Riegler mit einer Neuübersetzung von Hier irrt Maigret. Allerdings lassen Syntax, Wortwahl und zum Teil identische Streichungen Spuren der Erstübersetzung erkennen, so dass Stefan Zweifel urteilte: „Die Fingerabdrücke stammen von Celan“. Laut Andreas Lohr mag bei Rieglers Übertragung „Celans Version als Arbeitsgrundlage gedient haben“. Der auf Celan zurückgehende deutsche Titel Hier irrt Maigret bleibt nahe am französischen Original Maigret se trompe, weckt jedoch auch Anklänge an das geflügelte Wort „Hier irrt Goethe“.

## Rezeption
Für Frank Böhmert war Hier irrt Maigret einer der literarischsten Romane der Serie, dessen Inhalt den Leser stärker abstoße als gewöhnlich. Mit der Figur des Dr. Gouin habe Simenon ein schmerzliches „Zerrbild seiner selbst geschaffen“. Von seinen Beschreibungen könnten sich einige Kollegen eine Scheibe abschneiden: „Eindringlich, atmosphärisch, fesselnd ohne Äktschn – also gut, wie praktisch immer.“ Tilman Spreckelsen kaufte dem Autor den genialen Arzt und die zahlreichen ihm erlegenen Frauen hingegen „beim besten Willen nicht ab. Und während man sich noch ärgert, erscheinen feine Risse in diesem Bild. Ein Glück.“
Die britische Zeitschrift Encounter fand im Roman „ein bemerkenswertes Porträt eines durch und durch amoralischen Menschen“, wobei auch einige der Nebenfiguren mit derselben „Klarheit und tiefem Verständnis“ gezeichnet seien. The South Atlantic Quarterly sprach von einer empfehlenswerten Konfrontation Kommissar Maigrets mit „einem kalten und brillanten Chirurgen, einem vollkommenen Verstandesmenschen“. Time and Tide beschrieb eine Ermittlung im „Novembernebel und Sprühregen“, geführt unter der Wirkung des Marc, die alles in allem „nicht sehr gut“ sei. Anthony Boucher benotete Hier irrt Maigret in der New York Times als „guten Mittelklasse-Maigret“.
Die Romanvorlage wurde fünfmal im Rahmen von Fernsehserien verfilmt: Die Hauptrollen spielten Rupert Davies in Maigret (Großbritannien, 1960), Kees Brusse (Niederlande, 1964), Kinya Aikawa (Japan, 1978), Jean Richard in Les Enquêtes du commissaire Maigret (Frankreich, 1981) und Maigret mit Bruno Cremer (Frankreich, 1994). Im Jahr 2003 produzierten SFB-ORB, MDR und SWR ein Hörspiel in der Bearbeitung von Susanne Feldmann und Judith Kuckart. Es sprachen unter anderem Christian Berkel und Friedhelm Ptok.

## Ausgaben
- Georges Simenon: Maigret se trompe. Presses de la Cité, Paris 1953 (Erstausgabe).
- Georges Simenon: Hier irrt Maigret. Übersetzung: Paul Celan. Kiepenheuer & Witsch, Köln 1955.
- Georges Simenon: Hier irrt Maigret. Übersetzung: Paul Celan. Heyne, München 1966.
- Georges Simenon: Hier irrt Maigret. Übersetzung: Elfriede Riegler. Diogenes, Zürich 1979, ISBN 3-257-20690-9.
- Georges Simenon: Hier irrt Maigret. Sämtliche Maigret-Romane in 75 Bänden, Band 43. Übersetzung: Elfriede Riegler. Diogenes, Zürich 2009, ISBN 978-3-257-23843-3.